# Casseopaya

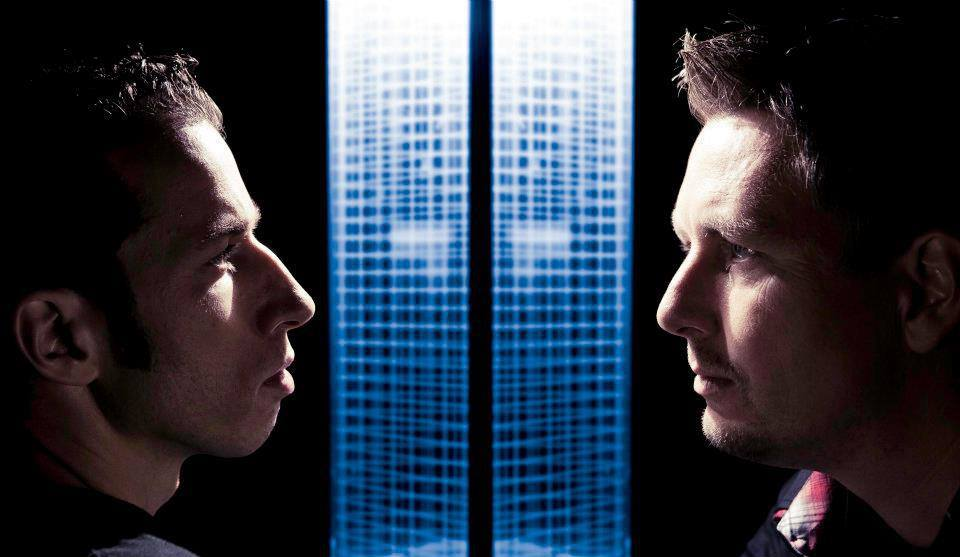
Marc A. Palazzo und Thilo Wacker (2010)

Casseopaya ist eine Stuttgarter Techno-Gruppe, die als Live-Act auftritt.

## Bandgeschichte
Das Projekt wurde 1991 von Thilo Wacker und Marc A. Palazzo gegründet. Die ersten Veröffentlichungen erschienen auf Labels wie dem R&S-Sublabel ETC, Sound Of Stuttgart und X-Trax.
1993 hatte die Band mit der gemeinsam mit Antaris produzierten Overdose EP ihren ersten großen Hit. Das Stück erschien auf mehreren Compilations und wurde später mehrfach geremixt und wiederveröffentlicht. 1995 folgte die ebenfalls mit Antaris produzierte Final Solution EP, die den Hit Musicmaker enthielt. Auch dieses Stück wurde mehrfach geremixt und neu aufgelegt.
Ebenfalls 1995 wurde das eigene Label Casseopaya Recordings gegründet, auf dem unter anderem Timo Maas, N-Son-X und Chris Liberator veröffentlichten. Bis 2001 erschienen regelmäßig Veröffentlichungen als Casseopaya, die aber nur noch selten an die früheren Erfolge der Gruppe anknüpfen konnten.
Nach einigen Jahren Pause, in der sich Thilo Wacker Nebenprojekten wie Wacker & Zittrich oder YuYuMa widmete, erschien 2013 mit der Valparaiso / Lima eine neue Veröffentlichung der Band auf dem amerikanischen Label Tulipa Recordings.

## Diskografie (Auswahl)
- 1992: Themes (ETC)
- 1993: Overdose EP (mit Antaris; Sound of Stuttgart)
- 1993: Melodies of Silence (C)
- 1993: Xenophobia (C)
- 1994: The Re-Phased Solution EP (mit Antaris; Sound of Stuttgart)
- 1994: Somewhere in France (C)
- 1994: Time to Groove (C)
- 1995: The Final Solution EP (mit Antaris; Sound of Stuttgart)
- 1995: Get Down to the Sound (C)
- 1995: Danceorder 1 (Casseopaya Recordings)
- 1995: Carma in an Ocean of Joy (X-Trax)
- 1996: Powertrax E.P. (Casseopaya Recordings)
- 1996: Move Your Body Remixes (Casseopaya Recordings)
- 1996: Danceorder 2 (Casseopaya Recordings)
- 1997: Powertrax 2.0 (Casseopaya Recordings)
- 1997: Saturday Drum Fever (Casseopaya Recordings)
- 1997: Astralprojektion (mit Andy Slate; Shokoy)
- 1998: Alibarba (Final Chapter)
- 1999: Overdose (Fog Area Records)
- 1999: I'm Loosing Control (Casseopaya Recordings)
- 1999: Stamp Out (Casseopaya Recordings)
- 1999: Indian Summer (Casseopaya Recordings)
- 2000: Synstation (Casseopaya Recordings)
- 2000: Euro Döner 2000 (Casseopaya Recordings)
- 2001: Inspired (Casseopaya Recordings)
- 2002: Condensed Life (Casseopaya Recordings)
- 2013: Valparaiso / Lima (Tulipa Recordings)
- 2014: Songkran (Casseopaya Recordings)
- 2015: Songkran 2015 (mit Im:Takt; Casseopaya Recordings)
- 2015: St. Malo (Cuvee Records)
- 2015: Black (Casseopaya Recordings)